# پینازولام
پینازولام (انگلیسی: Pynazolam) یک مشتق تری آزولوبنزودیازپین است که برای نخستین بار در دهه ۱۹۷۰ ساخته شد، که در سال های اخیر به عنوان یک داروی طراح به صورت آنلاین به فروش می رسد. گزارش‌های حکایتی و در مطالعات سیلیکونی نشان می‌دهد که اثرات خواب‌آور و آرام‌بخش نسبتاً قوی دارد، اما فقط داده‌های دارویی محدودی در دسترس است.